# ヤマトシジミ (蝶)
ヤマトシジミ（大和小灰蝶、大和蜆蝶・学名：Zizeeria maha、シノニム：Pseudozizeeria maha）はチョウ目・シジミチョウ科・ヒメシジミ亜科のチョウの一種。前翅長は9-16mmほどで小型。日本には本州（主に東北南部）以南に分布する。トカラ列島の悪石島から小宝島付近を境にし、北方の日本本亜種と南方の南西諸島亜種に分かれる。国外では中国、韓国、台湾、インドネシア、ベトナム、フィリピン、インドなど南アジアから東南アジア、東アジア一帯に広く分布する。英名はPale grass blue。翅の色模様は近縁種であるハマヤマトシジミに非常に似る。シルビアシジミ、ヒメシルビアシジミにも似るが、主に翅裏の斑紋により区別可能である。

## 生態
分布：本州から南西諸島まで広く分布し、東北南部（山形県、宮城県）以南では最も普通に見られるチョウで、東京都でも最も発見頻度の高いチョウの一種である。近年分布域の北進が報告されており、2012年における分布北限は青森県深浦町である。
発生時期：関東では年5-6回、春（4月上旬ごろ）から秋（11月下旬ごろ）まで発生する(ただし、関西のような温暖な地域においては12月上旬まで見られる)。夏季のライフサイクルは、卵期が5から6日。孵化後、約2週間の幼虫期間の間に3回の脱皮を経て4齢（終齢）幼虫となった後、蛹になる。6日程度の蛹期間を経たのち羽化する。成虫は2週間程度生存する。春や秋などの低温期には各ステージの発生期間が延びる。越冬態は幼虫（3齢または4齢）。沖縄島以南では周年発生する。
生息場所：幼虫の食草であるカタバミが多くみられる平地の道端や耕作地周辺に生息し、人家周辺でよく見られる。日当たりのよい場所にカタバミさえあればほとんどどこでも発生するが、成虫は移動力に劣るため、食草の少ない山地などではあまり見られない。
食性、その他：カタバミに産卵し、幼虫もカタバミを食べて育つ。エゾカタバミ、ウスアカカタバミなども利用する。外来種であるムラサキカタバミやイモカタバミでは育たないが、オッタチカタバミでの生育は不明である。在来であるミヤマカタバミやアカカタバミの利用や生育についても不明。
成虫は背の低い植物の黄色の花を吸蜜種として好む。天敵となる捕食者はクモ、カマキリ、カエルなど。幼虫はヒメバチなどの寄生バチや寄生バエに寄生されることがある。
交尾行動では、オスがメスに接近し、翅をほぼ水平に広げて震わせて交尾を促し、同時に腹部を曲げて交尾体勢に入る。メスは既交尾の場合翅をばたつかせて拒否行動をとるが、未交尾の場合は動かない。メスの生涯交尾回数は1回から2回程度とされる。オスはテリトリーなどは作らない。オスの交尾行動の解発には翅表よりも翅裏の色彩が重要である。

## 形態

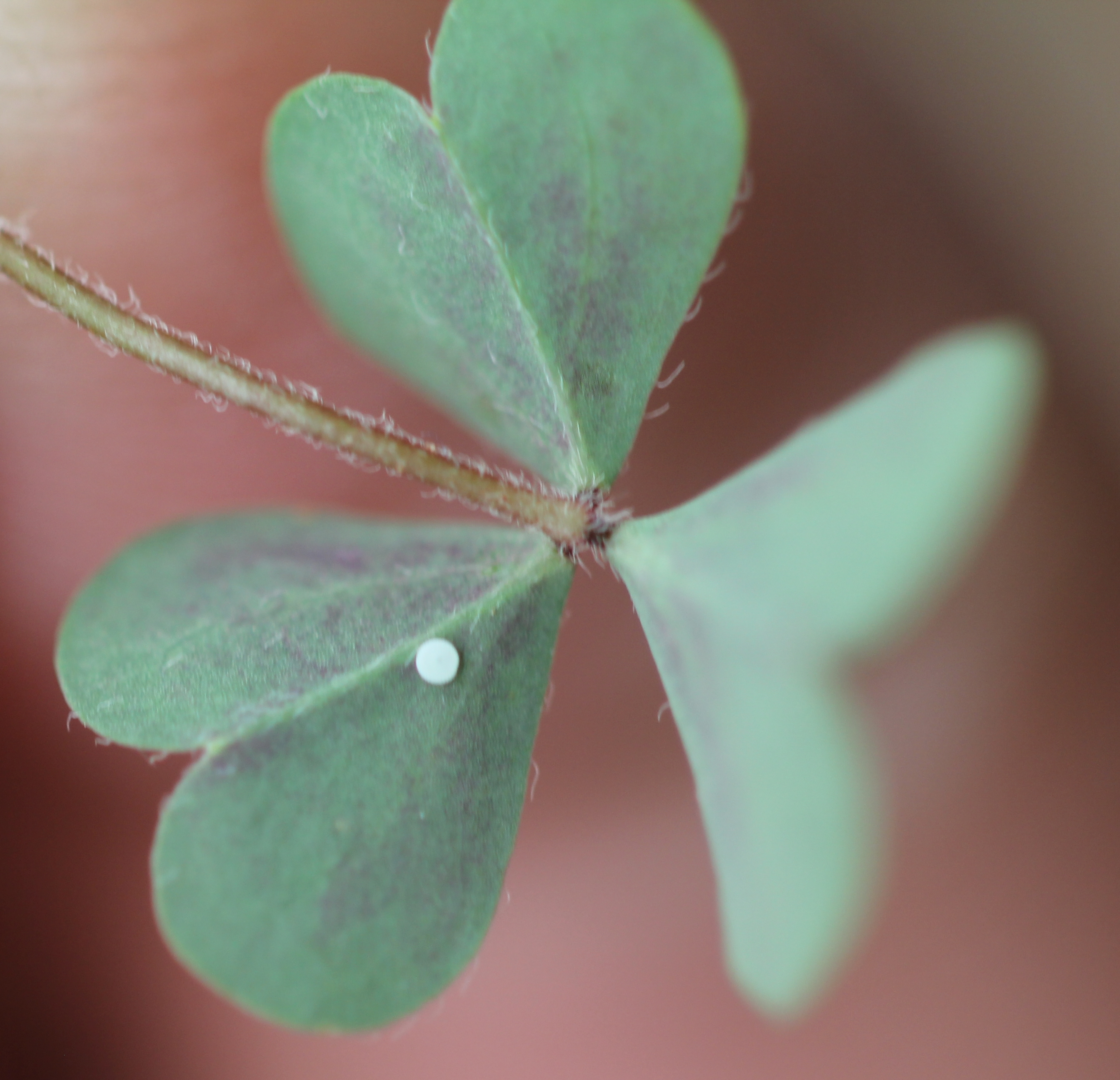
ヤマトシジミの卵

卵：非常に小さく0.4mm程度。乳白色で球体を上から押しつぶしたような扁平な形状をしている。中央部には0.05mmほどの精孔がある。カタバミの葉裏に1つずつ産み付けられ、通常、一箇所に集中することはない。卵期間は5日から6日程度。
幼虫：初齢幼虫で1mm程度。終齢（4齢）で10.0mmを超える。若齢（初齢、２齢）では黄褐色の体色をしており胸部および腹部に複数の繊毛を持つが、3齢、4齢では胸部および腹部が肥大し、繊毛は短くなる。体色は黄緑色か緑色。稀に深赤色の体色を持つ個体が生じる。終齢では第7腹節背部に蜜腺 (nectary organ) を、また、第8腹節背部に1対の伸縮突起 (tentacle organs) を有する。幼虫期間は2週間程度。

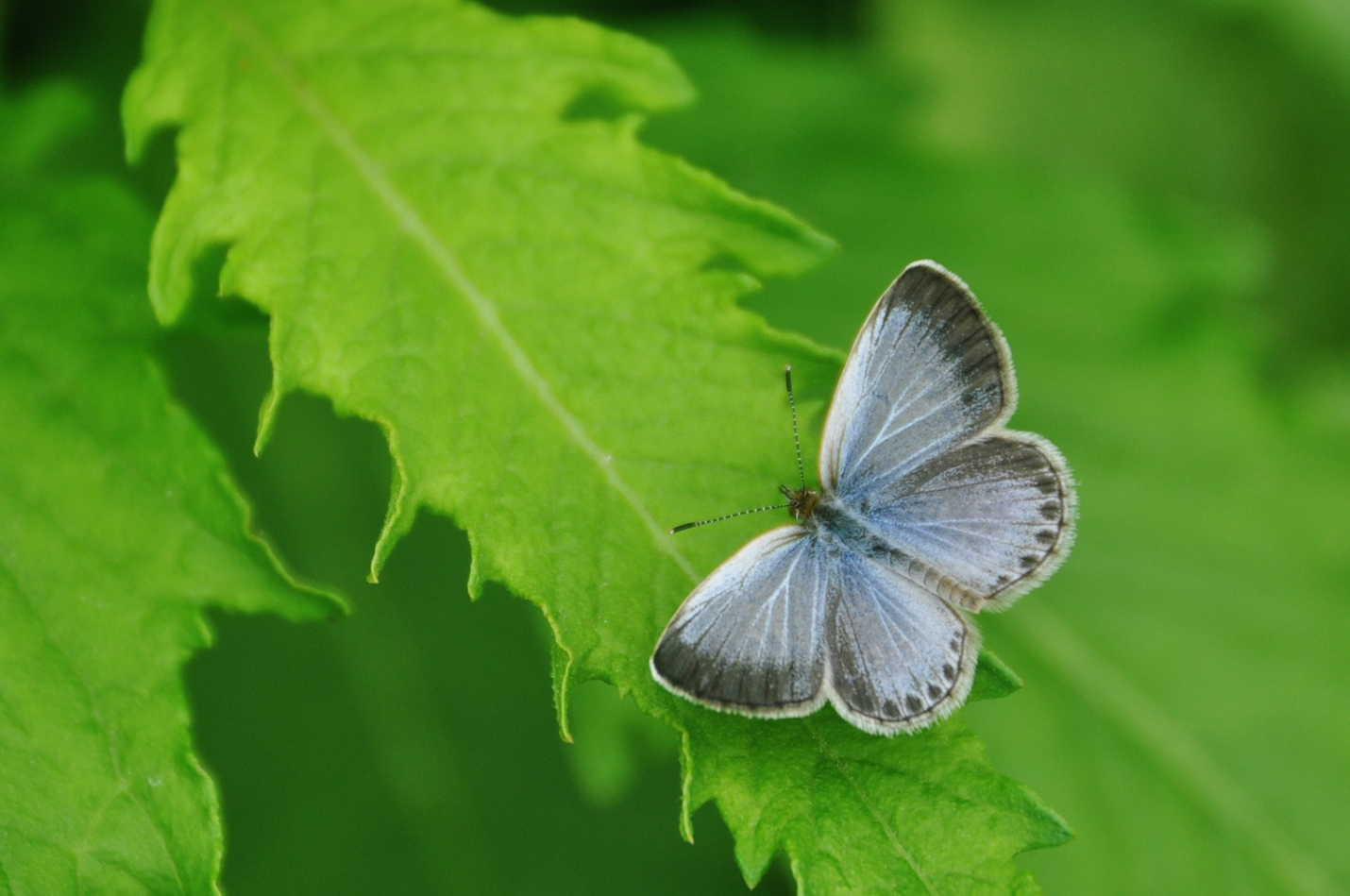
ヤマトシジミのオス（夏型）

蛹：1cmほどの米粒様の形状をしている。黄緑色、緑色または褐色。アゲハチョウ科やタテハチョウ科の蛹のように触れても動くことはない。羽化の前日になると成虫の体色が色付き始め、雌雄が判るようになる。蛹期間は6日程度。
成虫：体は頭部、胸部、腹部に分かれる。頭部は半球形で、それぞれ1対の複眼、触角、下唇鬚（かしんしゅ）および1本の口吻がある。複眼は灰色で偽瞳孔が見える。触角は先端部は黒色、中央部から基部にかけては黒と灰の縞模様。口吻は羽化直後は合併していないが、しばらくして合併し1本となる。

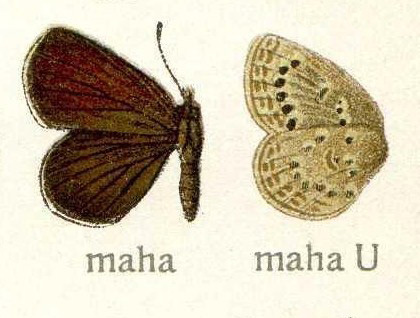
ヤマトシジミのメス（夏型）。アダルベルト・ザイツによる描画。

胸部は長方形様で前胸、中胸、後胸に分かれ、それぞれの腹部側に1対ずつの脚（前脚、中脚、後脚）を持つ。雌雄では前脚の符節の形態が異なり、オスでは1節少ない。中胸背部には前翅、後胸背部には後翅がつき、前翅は直角三角形型、後翅は楕円形型である。雌雄で翅色が異なり、オスの翅表は青色から青白色で、前翅では翅外縁部に黒色の帯を有し、後翅では翅外縁部および前部に黒色の帯を有す。メスでは前後とも一様に黒色から蝋色を呈す。オスでは翅表に発香鱗を有す。
翅裏は雌雄ほぼ同一で灰褐色の地色に、円形またはくの字型の黒色斑紋を有す。地色はオスではやや青みを帯びる。斑紋は翅の基部側より基部斑列、中央斑列、第3斑列、第2斑列、第１斑列に分かれ、前後翅とも基部斑列に4から6個、中央班列に1個（くの字型）、第3斑列、第2斑列、第１斑列に7個から9個の黒色斑紋が並ぶ。各斑紋は翅脈を越えない。
腹部は円柱形で10節に分かれ、背側は黒色を、腹側は灰色を呈す。メスは卵を持つためオスより大きく膨らむ。

## 変異
季節変異：雌雄とも季節変異（季節型）を有し、季節により翅の色模様が連続的な変化を示す。オスでは、前後翅とも翅表の黒色帯部が縮小し、青色部が広がるとともに白色を強く帯びるようになる。メスは基部側より青紫部の拡大が生じる。翅裏では雌雄とも低温期には地色が暗色化する傾向があり、しばしば黒色斑紋の縮小または消滅が生じる。
亜種：日本にはトカラ列島中之島以北に分布する日本本亜種 Z. m. argiaと宝島以南に分布する南西諸島亜種 Z. m. okinawanaが存在し、それぞれ形態が異なる。両亜種の翅色はオスではほぼ同じであるが、メスでは日本本土亜種が翅表は黒色であるのに対し、南西諸島亜種では前後翅とも基部側より大きく青紫部が広がる。また、南西諸島亜種も季節型を有すが、本土亜種と異なりメスの低温期個体はオスとほぼ区別できないほど青色部が翅全体に広がる。また、南西諸島亜種はやや小型である。国内においては亜種内での地理的変異は知られていない。
国外：台湾に産するものは、その形態から南西諸島亜種 Z. m. okinawanaとされている。中国、韓国に産するものは本土亜種 Z. m. argiaに近い色彩をしている。
特殊事例：本種の分布北限の一部地域では、2000年以後の分布の北進に伴い翅裏の斑紋（基部斑列および第3斑列）が著しく変化した個体が高頻度で出現した。これらでは正常の斑紋に修飾が加わった斑紋（斑紋修飾型）をしており、4℃以下の低温処理を蛹に施すことによってよく再現される。このような斑紋修飾個体は、山地などの標高の高い地域に生息する個体でも稀に見られることがある。

## 近縁種
- ハマヤマトシジミ Zizeeria karsandra
- アフリカヤマトシジミ Zizeeria knysna
- シルビアシジミ Zizina emerina
- ヒメシルビアシジミ Zizina otis

## 研究事例
本種に関連した研究事例として、本種の北限個体群で生じた斑紋修飾個体に関する研究がある。本種の分布北限の個体群の一部では、近年の分布の北進に伴って、低温により生じるはずの斑紋を持つ個体が真夏に高頻度で出現した。これは低温環境により生じた斑紋の変化（表現型可塑性）が遺伝的に固定し（遺伝的同化：genetic assimilation）、個体群内に浸透したために生じた現象であると考えられている。
また、2011年に生じた福島第一原子力発電所の事故後、南東北の広範囲で一時的に形態異常を持つ個体が高頻度で発生したことが報告されている。この時に発生した形態異常は複眼や脚、翅形などに多くみられ、斑紋異常についても北限個体群にみられるものや低温により誘起される斑紋修飾とは質的に別で、放射性物質を含有する食草や突然変異誘発剤を幼虫に与えることによって発生するものと同質であった。また、生じた形態異常の一部は遺伝性を示すことが明らかとなっている。当地域における形態異常個体の出現はその後数年の間に終息している。
その他に本種幼虫の摂食誘導物質に関する研究や、ボルバキア感染率の季節変化に関する研究などがある。

## その他
アイルランドの歌手Enyaは本種の英名である「Pale Grass Blue」と題した曲を2015年に発表している。本曲はアルバム「Dark Sky Island (Deluxe edition)」のボーナス・トラック曲として収録されている。
現代美術家の米谷健・ジュリアが本種を利用したガラスアートを作製している。

## ギャラリー

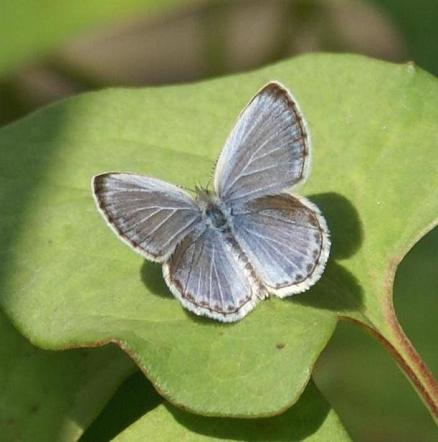
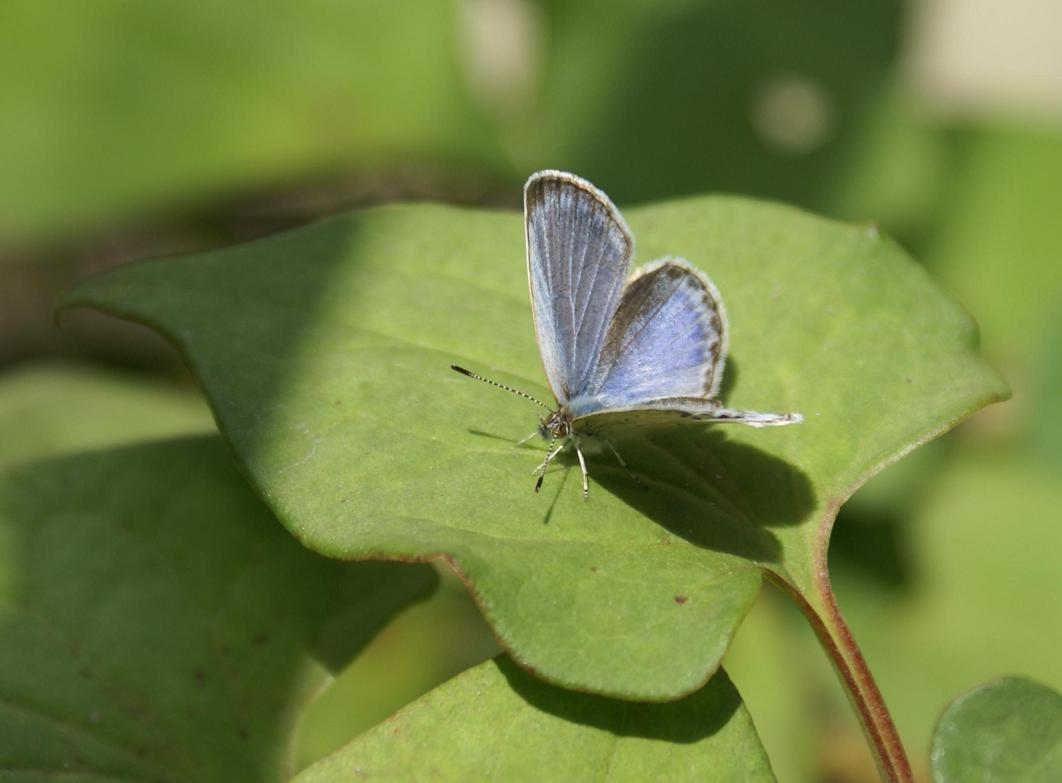
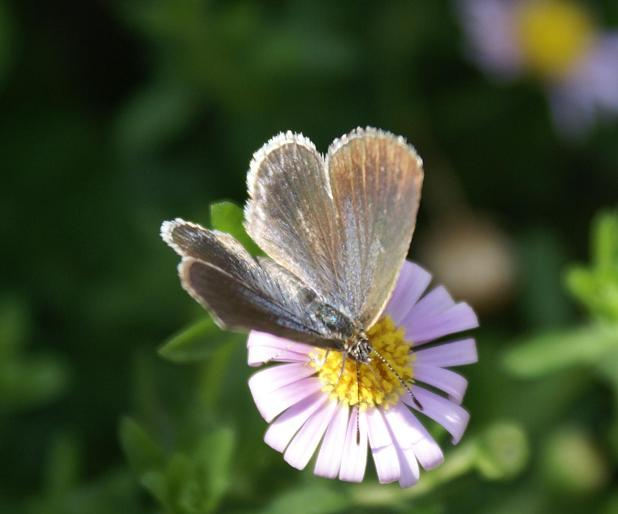
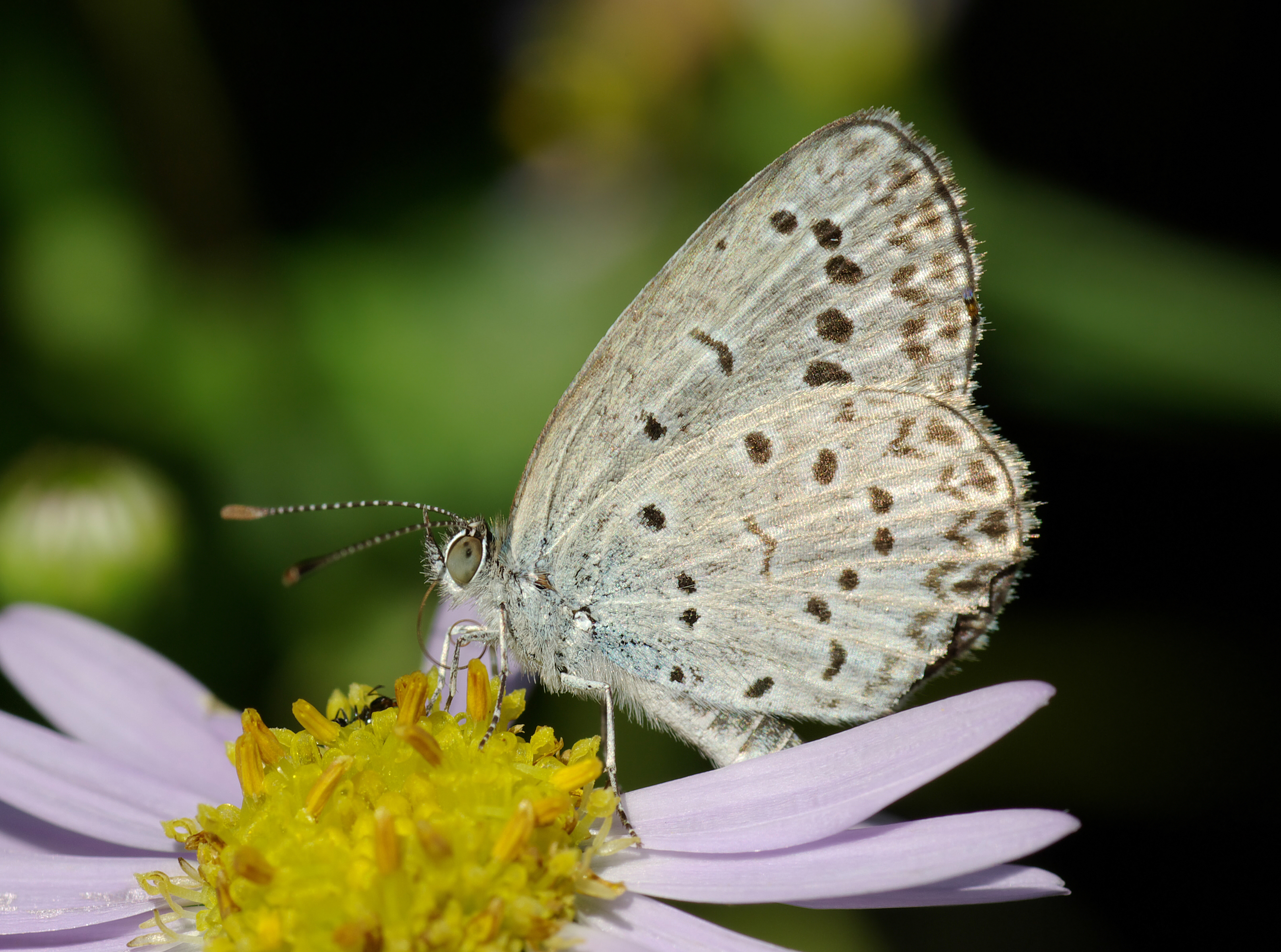
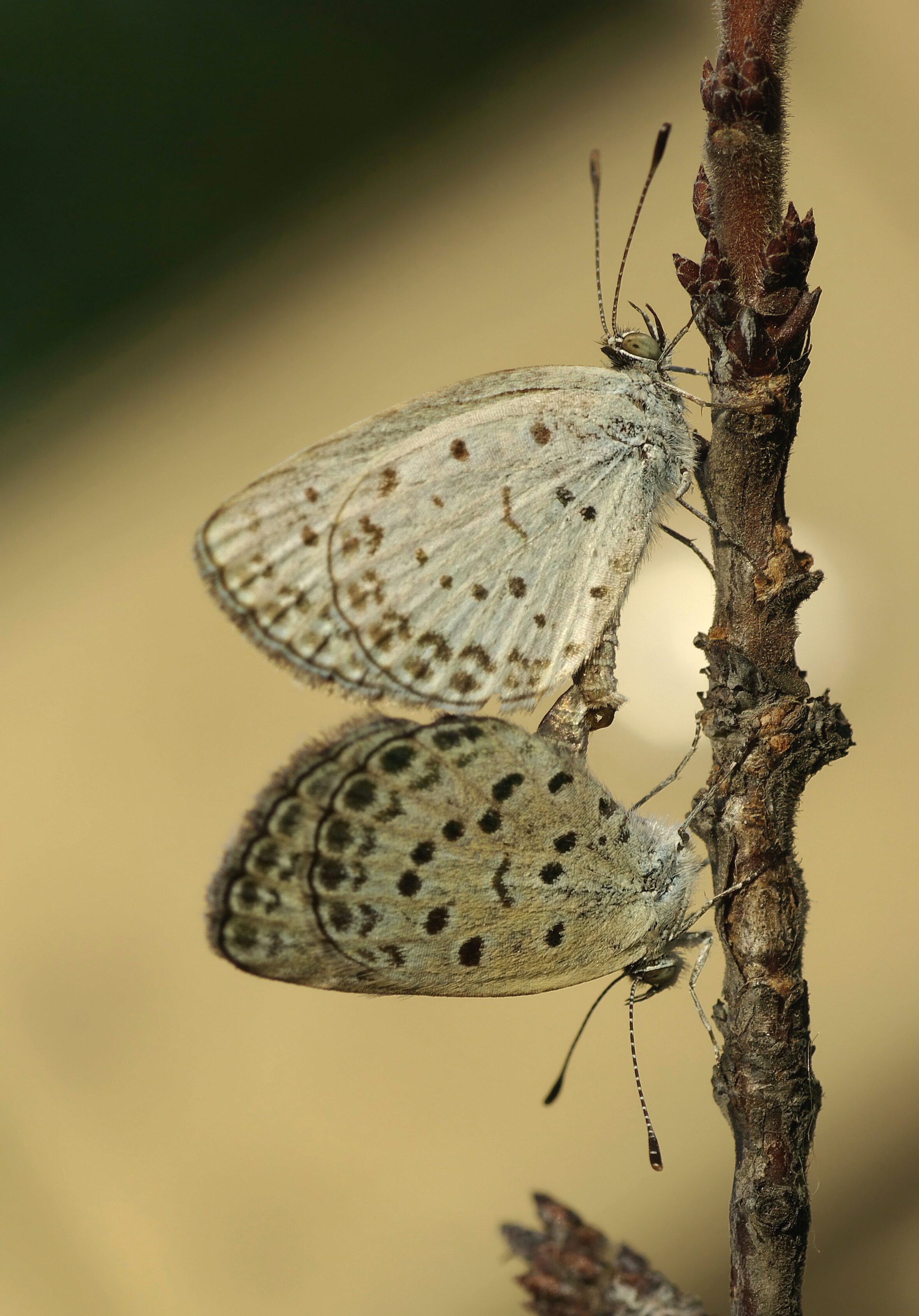